# Galerie des expositions temporaires
La Galerie des expositions temporaires est une des salles d'expositions du Louvre-Lens, à Lens en France.
D'une surface de 1 800 m2, elle s'étend sur une longueur de 80 mètres et accueille chaque année deux expositions temporaires. Son apparence est similaire à la Grande galerie, mais elle s'en distingue par son intérieur cloisonné.

## Bâtiment

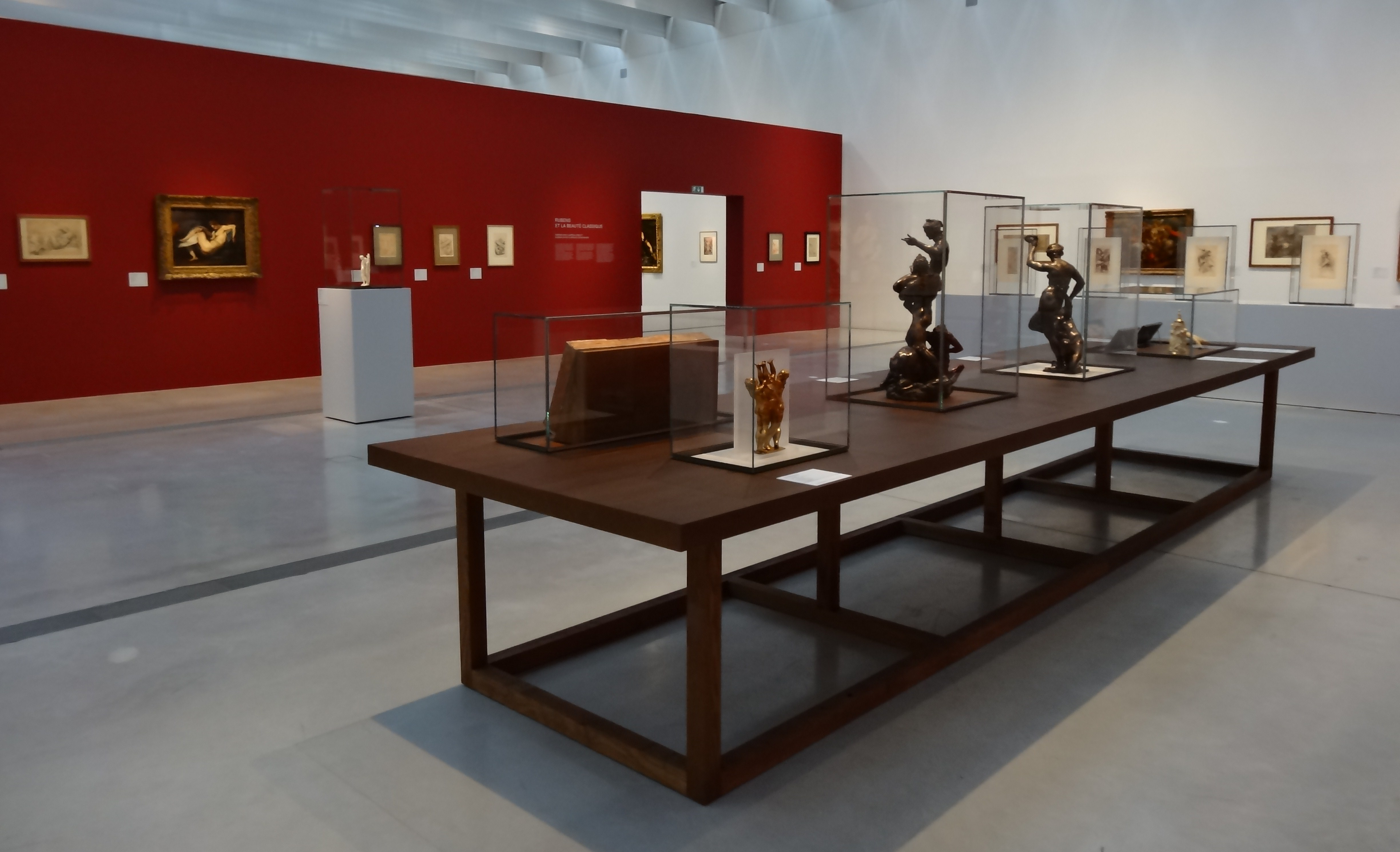
La galerie lors de L'Europe de Rubens.

La Galerie des expositions temporaires est située à l'ouest du hall d'accueil, et donc à l'opposé du Pavillon de verre et de la Grande galerie par rapport à celui-ci. Longue de 80 mètres et large d'une vingtaine de mètres, elle représente une surface de 1 800 m2. Elle s'ouvre à son extrémité ouest sur La Scène, un espace scénique.
La Galerie des expositions temporaires a une architecture proche de la Grande galerie : d'un seul tenant, elle est implantée à son extrémité opposée. Elle dispose également d'un éclairage zénithal. Mais elle s'en distingue par des dimensions moins importantes, et par des murs intérieurs blancs, par opposition aux murs de couleur métallique de la Grande galerie. Ainsi, chaque nouvelle exposition est l'occasion d'appliquer une scénographie différente. Par opposition à la Grande Galerie, le parcours est ici cloisonné et séquencé, et les murs sont colorés.

## Expositions
La Galerie des expositions temporaires accueille deux expositions temporaires chaque année :
- Renaissance du 4 décembre 2012 au 11 mars 2013[B 1] ;
- L'Europe de Rubens du 22 mai au 23 septembre 2013[2] ;
- Les Étrusques et la Méditerranée 5 décembre 2013 au 10 mars 2014[3] ;
- Les Désastres de la guerre du 28 mai au 6 octobre 2014[4].